# 코쿤 2
《코쿤 2》(영어: Cocoon: The Return)는 미국에서 제작된 대니얼 피트리 감독의 1988년 SF 코미디 드라마 영화이다. 1985년 영화 《코쿤》의 속편이다. 돈 어미치 등이 출연하였고, 리처드 D. 재넉 등이 제작에 참여하였다.

## 줄거리
5년 전 지구를 떠났던 외계인 앤테리아인들이 남겨진 고치를 되찾기 위해 다시 지구로 돌아온다. 하지만 고치 중 하나가 과학 연구팀에 발견되어 연구소로 옮겨지고, 외계인들과 이들을 돕는 인간들은 구조선을 만나기 전에 고치를 되찾아야 한다. 한편 외계인과 함께 지구를 떠났던 인간들은 다시 한 번 영생을 포기하고 인간으로 돌아갈지 아니면 앤테리아로 돌아갈지 선택의 기로에 놓인다.
조는 백혈병이 재발했지만 앤테리아로 돌아가면 치료될 것을 안다. 그러나 앨마가 교통 사고를 당하자, 자신의 생명력을 모두 사용하여 그녀를 살리고 죽음을 맞이한다. 조는 죽기 전 앨마에게 유치원 교사 자리를 받아들이라고 말하며 사랑을 고백한다. 아트와 베스는 베스가 임신했다는 사실을 알게 되고, 아이가 성장하는 모습을 지켜보기 위해 앤테리아에서 아이를 키우기로 결정한다. 벤과 메리는 가족, 친구들과 재회하고, 특히 버니는 로즈의 죽음으로 인한 자살 충동에서 벗어나 루비와 사랑에 빠진다. 잭은 다시 키티에게 구애하지만, 키티는 그에게 미래의 환영을 보여주며 목에 작은 하트 모양의 점이 있는 아내와 자녀를 갖게 될 것이라고 알려준다.
벤, 메리, 아트, 베스가 앤테리아인들을 만나러 떠나기 전날 밤, 앨마는 유치원에 남겠다고 말한다. 아트, 키티, 벤, 그리고 그의 손자 데이비드는 해양 연구소에서 앤테리아인을 구출한다. 연구소 과학자 중 한 명인 세라는 군에 외계인을 넘기려는 회사의 계획을 알고 탈출을 돕는다.
잭의 배를 타고 바다로 나간 후 벤은 가족이 영생보다 소중하고 아이들보다 오래 살고 싶지 않다며 메리와 함께 지구에 남겠다고 선언한다. 우주선이 도착하고 월터가 맞이한 후 앤테리아인, 아트, 베스, 그리고 이전 여행에서 남겨졌던 고치들이 우주선에 실려 고향으로 떠난다.
벤, 메리, 데이비드와 작별 인사를 나눈 후 항구로 돌아온 잭은 주유소를 찾는 세라와 마주친다. 둘은 이야기를 나누고, 세라는 회사를 그만뒀다고 말한다. 잭은 세라의 목에 있는 작은 하트 모양의 점을 발견한다.

## 출연
- 돈 어미치
- 윌퍼드 브림리
- 코트니 콕스
- 흄 크로닌
- 잭 길퍼드
- 스티브 구튼버그
- 배럿 올리버
- 모린 스테이플턴
- 제시카 탠디
- 궨 버던
- 타니 웰치
- 일레인 스트리치
- 린다 해리슨
- 타이론 파워 주니어
- 허타 웨어
- 브라이언 데너히

## 기타 제작진
- 미술: 로런스 G. 폴